# Cycle des veufs noirs
Le Cycle des veufs noirs est une série de nouvelles policières d'Isaac Asimov.

## Le principe de la série
Les adhérents d'un club d'amis, « les Veufs Noirs », se réunissent un soir par mois au restaurant Le Milano pour deviser plaisamment. Leur serveur attitré ces soirs-là est Henry Jackson.
La présence au banquet mensuel des veufs noirs donne automatiquement le titre de "docteur" à chaque invité. Un invité possédant par ailleurs un doctorat est appelé "docteur docteur". Les membres du club et invités n'utilisent cependant pas leur(s) titres dans la conversation.
Selon la règle de leur club, à tour de rôle, ils invitent un ami, une connaissance ou une rencontre à partager leur compagnie. Invariablement, lors du dîner, ils découvrent que quelque chose obnubile leur hôte : une anecdote banale en apparence ne cesse d'obséder l'invité. Pour leur plus grand plaisir, les dîneurs vont alors chercher à résoudre cette énigme. Tout aussi invariablement, à la fin de l'histoire, c'est le serveur qui propose la bonne solution, ou du moins la plus plausible.
Asimov s'est visiblement inspiré des nouvelles d'Agatha Christie Le Club du mardi, réunions au cours desquelles Miss Marple résout toutes les énigmes dont les membres du club lui font part. Contrairement à Agatha Christie, qui base souvent les nouvelles du Club du mardi sur des ressorts ne laissant au lecteur aucune chance de deviner (jeu de mots sur le nom d'un médicament, par exemple), Asimov utilise des astuces de logique et le scrupule qu'il met à préciser chaque détail important peut permettre de deviner la clé de l'énigme. Certaines énigmes reposent toutefois sur des éléments de la culture des États-Unis difficilement identifiables par des lecteurs non-américains.
Les veufs noirs ne se déplacent pas, n'examinent pas des indices matériels: tout se fait par discussion après un repas.
L'auteur avait déjà développé son concept dans la nouvelle Super-Neutron au début des années 1940.

### Anecdote
Les veufs noirs sont inspirés du club des Trap Door Spiders, auquel appartenait Asimov. Plusieurs autres personnages sont inspirés de membres réels de ce club : 
- Emmanuel "Manny" Rubin est le vieil ami d'Asimov Lester del Rey, écrivain de science-fiction lui aussi[1],
- Geoffrey Avalon est Lyon Sprague de Camp[1],
- Roger Halsted est Don Bensen[1],
- Mario Gonzalo est Lin Carter, écrivain de récits du type Conan le Barbare[2],
- Thomas Trumbull est Gilbert Cant[1],
- James Drake est John D. Clark[1].

On y reconnaît aussi Willy Ley, spécialiste des fusées et vulgarisateur, et l'amiral Caleb B. Laning, et bien sûr, dans une nouvelle, Isaac Asimov lui-même.

## Parutions
Les nouvelles composant ce cycle ont été publiées régulièrement, quand Asimov en avait assez pour composer un recueil. Les titres sont les suivants :
1. Le Club des veufs noirs, 10/18 no 1980, 1989 ((en) Tales of the Black Widowers, 1974)
2. Retour au club des veufs noirs, 10/18 no 2015, 1989 ((en) More Tales of the Black Widowers, 1976)
3. Casse-tête au club des veufs noirs, 10/18 no 2146, 1990 ((en) Casebook of the Black Widowers, 1980)
4. À table avec les veufs noirs, 10/18 no 2061, 1989 ((en) Banquets of the Black Widowers, 1984)Pas d'erreur sur la date, ce volume est bien paru en français avant le précédent.
5. Puzzles au club des veufs noirs, 10/18 no 2183, 1991 ((en) Puzzles of the Black Widowers, 1990)
6. (en) The Return of the Black Widowers, 2003Non traduit en français, ne contenant que six nouvelles inédites

Les cinq volumes traduits en français ont été réunis en 2010 par les éditions Omnibus dans un seul volume nommé Les Veufs noirs (no 1054604).

## Nouvelles
(Classées par ordre de parution dans les recueils)

### Le Club des veufs noirs
- 1.01 - Le sourire acquisiteur (The Acquisitive Chuckle, janvier 1972, Ellery Queen's Mystery Magazine)[3] : Jackson a volé quelque chose d'important à Anderson, tenant dans une simple valise, mais quoi ?

- 1.02 - Drôle de doctorat (PH as in Phony, juillet 1972, Ellery Queen's Mystery Magazine) : Lance Faron a obtenu 96/100 à une note d'examen.  On est certain qu'il a triché, car c'était un étudiant fainéant et peu intelligent.  Comment a-t-il procédé ?

- 1.03 - Rien que la vérité (Truth to Tell, octobre 1972, Ellery Queen's Mystery Magazine : Comment prouver que John Sand n'a pas volé l'argent ou les titres du banquier pour lequel il travaille ?

- 1.04 - Vogue, petite plaquette (Go, Little Book!, décembre 1972, Ellery Queen's Mystery Magazine) : Comment Ottiwell, espion, s'y prend-il pour transmettre des informations à l'aide de simples petites pochettes d'allumettes ?

- 1.05 - Dimanche matin, aux aurores (Early Sunday Morning, mars 1973, Ellery Queen's Mystery Magazine : Est-ce un cambrioleur qui a tué Marge, et pourquoi ?

- 1.06 - L'Évidence même (The Obvious Factor, mai 1973, Ellery Queen's Mystery Magazine) : Comment une femme peu intelligente et peu cultivée a-t-elle pu savoir, au moment où cela se produisait, qu'un incendie causé par un éclair de foudre avait lieu à San Francisco et tuait cinq personnes, alors qu'elle habite New-York ?  Est-elle douée de dons de prescience ?

- 1.07 - Ce qu'il montrait du doigt (The Pointing Finger, juillet 1973, Ellery Queen's Mystery Magazine) : Un vieil homme sur le point de mourir désigne les œuvres de Shakespeare de sa bibliothèque : ses héritiers supposent que c'est là qu'il a caché ses économies, mais on ne les découvre pas.  De plus, rien dans l’œuvre de l'écrivain ne se rapporte au vieil homme.  Où sont cachées les économies ?

- 1.08 - Miss quoi ? (Miss What?, septembre 1973, Ellery Queen's Mystery Magazine) : Un fou muni d'un message obscur est arrêté lors de la cérémonie de l'élection de Miss Monde. A quelle miss voulait-il s'en prendre ?

- 1.09 - La berceuse de Broadway (The Lullaby of Broadway, nouvelle inédite auparavant, par conséquent datée de juin 1974, date de parution du volume original) : Dans un grand immeuble d'habitation, quelqu'un fait du bruit avec un marteau.  S'agit-il d'un menuisier ?  Pourquoi personne n'entend ces bruits ?'

- 1.10 - Yankee Doodle s'en est allé en ville (Yankee Doodle Went to Town, nouvelle inédite auparavant, par conséquent datée de juin 1974, date de parution du volume original) : Un militaire, suspecté de vol, fredonne d'un air stressé l'air de « Yankee Doodle » quand il est interrogé. Ce fredonnement n'a-t-il aucune valeur, ou au contraire exprime-t-il son inconscient, ce qui permettrait de découvrir son complice, instigateur du vol ?

- 1.11 - La curieuse omission (The Curious Omission, nouvelle inédite auparavant, par conséquent datée de juin 1974, date de parution du volume original) : Un vieil homme, au moment de mourir, dit à son héritier que le testament doit être recherché dans « la curieuse omission dans Alice ».  En supposant qu'il ait fait référence au roman « Alice au pays des merveilles », qu'a-t-il voulu dire par là ? Quelle omission importante existerait-il dans ce roman ?

- 1.12 - Hors de vue (Out of Sight, décembre 1973, Ellery Queen's Mystery Magazine) : Le Dr Long, au cours d'une croisière, se fait dérober des documents confidentiels rangés dans sa cabine.  Or seules les six personnes qui étaient attablées avec lui lors du déjeuner étaient au courant de l'existence de ces documents.  Laquelle de ces personnes est coupable ?

### Retour au club des veufs noirs
- 2.01 - Quand nul ne les poursuit (When No One Pursueth, mars 1974, Ellery Queen's Mystery Magazine),

- 2.02 - En un clin d'œil (Quicker Than The Eye, mai 1974, Ellery Queen's Mystery Magazine),

- 2.03 - Le joyau de fer (The Iron Gem, juillet 1974, Ellery Queen's Mystery Magazine),

- 2.04 - Les trois nombres (The Three Numbers, septembre 1974, Ellery Queen's Mystery Magazine) : Un scientifique interné en hôpital psychiatrique a écrit sur un bout de papier le code 12R2715, qui semble être le code d'ouverture de son coffre fort. Mais ce code ne fonctionne pas...

- 2.05 - Un meurtre ? Rien de tel (Nothing Like Murder, octobre 1974, Ellery Queen's Mystery Magazine),

- 2.06 - Défense de fumer (No Smoking, décembre 1974, Ellery Queen's Mystery Magazine),

- 2.07 - Meilleurs Vœux ! (Season's Greetings!, nouvelle inédite auparavant, par conséquent datée d'octobre 1976, date de parution du volume original),

- 2.08 - La seule et unique à l'est (The One and Only East, mars 1975, Ellery Queen's Mystery Magazine),

- 2.09 - Coucher de Terre et étoile du soir (Earthset and Evening Star, octobre 1975, The Magazine of Fantasy & Science Fiction),

- 2.10 - Vendredi treize (Friday the Thirteenth, janvier 1976, The Magazine of Fantasy & Science Fiction),

- 2.11 - L'intégrale (The Unabridged, nouvelle inédite auparavant, par conséquent datée d'octobre 1976, date de parution du volume original),

- 2.12 - Le crime suprême (The Ultimate Crime, nouvelle inédite auparavant, par conséquent datée d'octobre 1976, date de parution du volume original) : En supposant que tout ce qu'écrivit Arthur Conan Doyle sur Sherlock Holmes et sur le Dr Moriarty ait été vrai, quelle était la teneur des recherches de Moriarty lorsqu'il écrivit (selon Doyle) un ouvrage fondamental intitulé « La dynamique d'un astéroïde » ?

### Casse-tête au club des veufs noirs
- 3.01 - La croix de Lorraine (The Cross of Lorraine, mai 1976, Ellery Queen's Mystery Magazine) : Un homme a rencontré une femme dans un autocar. Il s'est endormi ; à son réveil elle a quitté le car. Un petit garçon dit qu'elle est descendue à l'arrêt où il y a une croix de Lorraine. Mais où est-ce ?

- 3.02 - Un bon père de famille (The Family Man, novembre 1976, Ellery Queen's Mystery Magazine)

- 3.03 - La page des sports (The Sport Page, avril 1977, Ellery Queen's Mystery Magazine)

- 3.04 - En deuxième position (Second Best, nouvelle inédite auparavant, par conséquent datée de janvier 1980, date de parution du volume original)

- 3.05 - Ce qui manquait (The Missing Item, octobre 1977, Isaac Asimov Science-Fiction Magazine)

- 3.06 - Le lendemain (The Next Day, mai 1978, Ellery Queen's Mystery Magazine)

- 3.07 - Aucun rapport ! (Irrelevance!, mars 1979, Ellery Queen's Mystery Magazine)

- 3.08 - Il n'est de pire aveugle... (None So Blind, juin 1979, Ellery Queen's Mystery Magazine)

- 3.09 - À rebours (The Backward Look, septembre 1979, Isaac Asimov Science-Fiction Magazine)

- 3.10 - Quelle heure est-il ? (What Time Is It?, nouvelle inédite auparavant, par conséquent datée de janvier 1980, date de parution du volume original)

- 3.11 - Deuxième prénom (Middle Name, nouvelle inédite auparavant, par conséquent datée de janvier 1980, date de parution du volume original)

- 3.12 - Le legs (To The Barest, août 1979, Ellery Queen's Mystery Magazine)

### À table avec les veufs noirs
- 4.01 - Soixante millions de milliards de combinaisons (Sixty Million Trillion Combinations, mai 1980, Ellery Queen's Mystery Magazine) : Un chercheur pense que son travail, mémorisé dans son ordinateur, a été piraté par un collègue. Comment le pirate a-t-il pu deviner le code d'accès secret qui, faisant 14 lettres, permet 60 millions de milliards de possibilités ?

- 4.02 - Une femme dans un bar (The Woman in the Bar, juin 1980, Ellery Queen's Mystery Magazine),

- 4.03 - Le chauffeur (The Driver, nouvelle inédite auparavant, par conséquent datée de septembre 1984, date de parution du volume original),

- 4.04 - Le bon Samaritain (The Good Samaritan, septembre 1980, Ellery Queen's Mystery Magazine) : Une vieille dame a été agressée et s'est fait voler son sac à main. Un jeune homme l'a secourue, mais elle a oublié son nom, son prénom et son adresse : peut-on l'aider à se remémorer ces éléments pour qu'elle puisse le récompenser ?

- 4.05 - Le début de l'action (The Year of the Action, janvier 1981, Ellery Queen's Mystery Magazine),

- 4.06 - Pouvez-vous le prouver ? (Can You Prove It?, juin 1981, Ellery Queen's Mystery Magazine),

- 4.07 - La babiole phénicienne (The Phoenician Bauble, mai 1982, Ellery Queen's Mystery Magazine),

- 4.08 - Un lundi d'avril (A Monday in April, mai 1983, Ellery Queen's Mystery Magazine) : Pourquoi une femme, sympathique et intelligente, qui a fait un « concours » avec un très proche ami concernant la traduction d'un texte latin, a-t-elle commencé la traduction le 13 avril, alors qu'il avait été convenu entre les deux participants et leur arbitre que le texte ne serait déchiffré qu'à partir de la mi-avril ? En commençant la traduction avec deux jours d'avance, a-t-elle triché ou y a-t-il eu incompréhension entre les deux concurrents ?

- 4.09 - Ni brute ni humain (Neither Brute Nor Human, avril 1984, Ellery Queen's Mystery Magazine) : La sœur d'un des membres du club veut léguer sa maison à une « association d'amis des extraterrestres ».  Elle cite des vers d'Edgar Poe : ce sont des êtres ni brutes ni humains.  D'ailleurs, d'où sont-ils censés venir, ces extraterrestres, si on connaît les ouvrages de Poe ?

- 4.10 - La rousse (The Redhead, octobre 1984, Ellery Queen's Mystery Magazine)

- 4.11 - Quand on se trompe de maison (The Wrong House, nouvelle inédite auparavant, par conséquent datée de septembre 1984, date de parution du volume original),

- 4.12 - L'intrusion (The Intrusion, nouvelle inédite auparavant, par conséquent datée de septembre 1984, date de parution du volume original).

### Puzzles au club des veufs noirs
- 5.01 - Le quatrième homonyme (The Fourth Homonym, mars 1985, Ellery Queen's Mystery Magazine),

- 5.02 - Est unique ce qu'on veut bien trouver unique (Unique Is Where You Find It, in recueil The Edge of Tomorrow, 1985),

- 5.03 - Le porte-bonheur (The Lucky Piece, nouvelle inédite auparavant, par conséquent datée de janvier 1990, date de parution du volume original),

- 5.04 - Triple Diable (Triple Devil, août 1985, Ellery Queen's Mystery Magazine),

- 5.05 - Coucher de soleil sur l'eau (Sunset on the Water, janvier 1986, Ellery Queen's Mystery Magazine),

- 5.06 - Où est-il ? (Where Is He?, octobre 1986, Ellery Queen's Mystery Magazine),

- 5.07 - Le vieux sac (The Old Purse, mars 1987, Ellery Queen's Mystery Magazine),

- 5.08 - Un petit coin tranquille (The Quiet Place, mars 1988, Ellery Queen's Mystery Magazine),

- 5.09 - Le trèfle à quatre feuilles (The Four-Leaf Clover, nouvelle inédite auparavant, par conséquent datée de janvier 1990, date de parution du volume original),

- 5.10 - L'enveloppe (The Envelope, avril 1989, Ellery Queen's Mystery Magazine),

- 5.11 - L'alibi (The Alibi, septembre 1989, Ellery Queen's Mystery Magazine),

- 5.12 - La recette (The Recipe, nouvelle inédite auparavant, par conséquent datée de janvier 1990, date de parution du volume original) : Une dame a une recette de muffin aux myrtilles qu'elle garde secrète. Or un jour, sa recette est volée : qui l'a fait, et comment ?